# Расвјет (модул МСС)
Расвјет (рус. Рассве́т; у преводу зора), познат и под називом Мали-Истраживачки Модул 1 (рус. Малый исследовательский модуль, МИМ1), а раније познат и под називом Модул за пристајање и карго (рус. Стыковочно-Грузовой модуль), је модул руског сегмента Међународне свемирске станице (МСС). Дизајн модула је базиран на модулу за пристајање станице Мир, који је на ову станицу лансиран мисијом СТС-74 спејс-шатла, 1995. године. Модул Расвјет углавном се користи за складиштење опреме и намирница и за пристајање свемирских летелица Сојуз и Прогрес. Лансиран је у орбиту 14. маја 2010. године током мисије СТС-132, у теретном простору орбитера Атлантис, и спојен је са МСС четири дана касније, 18. маја. Поклопац који дели модул Расвјет од остатка МСС (тачније руског модула Зарја) први пут је отворен 20. маја. Летелица Сојуз ТМА-19 се 28. јуна 2010. године прва спојила са овим модулом, и од тада се он редовно користи за спајање долазећих летелица.

## Детаљи
Модул Расвјет спојен је са отвором на надир страни функционалног карго блока Зарја уз помоћ роботске руке Канадарм2 Међународне свемирске станице. Уградња овог модула роботском руком разликовала се од уградње осталих модула, јер се она углавном користила за маневрисање модула на америчком сегменту МСС. Ти модули углавном су сличне конструкције, цилиндричног облика, и имају исти механизам за спајање. С друге стране, механизам за спајање на модулу Расвјет био је идентичан оном који користе летелице Сојуз и Прогрес када пристају са МСС. Оне се непосредно пред спајање крећу брзином од 10–20 cm/s, што не звучи као много, али је ипак доста брже него када се роботском руком спајају америчке компоненте станице, код којих се модул креће неколико cm/s, а пред само спајање и неколико mm/s. Овако велика брзина се код руских летелица користи јер на механизму за спајање постоји осигурач који када упадне у жлеб на вратима модула на који пристаје „искаче“ и хвата се за њих, и уколико се летелица креће преспоро нема довољно инерције да се тај осигурач активира, па не би успело ни спајање. Због свега тога, астронаут који је управљао роботском руком при уградњи Расвјета морао је на Земљи дуже време да тренира у симулатору његово спајање, како би савладао ту већу брзину пристајања. На спољашњости Расвјета монтиране су компоненте које је уговором обезбедила агенција НАСА за вишенаменски лабораторијски модула Наука, резервни „зглоб“ за европску роботску руку која ће бити лансирана заједно са овим руским модулом, као и резервни радијатор за расхладни систем станице. Лансирањем Расвјета НАСА је испунила своју обавезу да у изградњи Науке допринесе са 1,4 тоне опреме.

## Намена
Модул Расвјет наменски је пројектован како би се решила два проблема са којима су се суочили партнери пројекта МСС:
- Агенција НАСА је била обавезана уговором да достави опрему за уградњу на руски Вишенаменски логистички модул,
- Понекад су се мисије летелица Сојуз, Прогрес и АТВ преклапале, па је постојала потреба за четири отвора на која те летелице могу пристати. Отказивање два руска истраживачка модула значило је да ће остати само три места за пристајање ових летелица, након што се инсталира перманентни логистички модул на надир страну модула Јунити 2011. године, чиме ће надир отвор на модулу Зарја постати неупотребљив за пристајање летелица.

Изградњом модула Расвјет решена су оба ова проблема. НАСА није морала да лансира додатну мисију која би наменски преносила само опрему која је била потребна за уградњу на Вишенаменски логистички модул, већ је ту опрему монтирала на Расвјет и тако је доставила у орбиту. Тиме је руски сегмент станице добио четврто место за пристајање, и сада су у употреби: задњи поклопац модула Звезда, отвор модула Пирс (који је спојен са надир стране на модул Звезда, и на његово место ће касније доћи Вишенаменски логистички модул), отвор модула Поиск (који је спојен са зенит стране на модул Звезда) и отвор на модулу Расвјет.
Отказивање два руска истраживачка модула тако није имало превелики утицај на функционисање Међународне свемирске станице, али је руски сегмент ипак остао ускраћен са научног аспекта, јер ће тек лансирањем модула Наука на руској страни станице постојати модул који је наменски конструисан за истраживачки рад и експерименте (сервисни модул Звезда се углавном користи за одржавање орбиталне висине станице и спајање долазећих летелица, док се функционални карго блок Зарја, први модул МСС који је лансиран у орбиту 1998. године, користи за складиштење опреме и намирница).

## Дизајн и конструкција
Модул је пројектовала и конструисала ракетно-космичка корпорација Енергија, од већ израђеног пресуризованог сегмента који је служио као макета за динамичко испитивање модула Научно-енергетска платформа (рус. Научно-Энергетическая Платформа), који је отказан.
Модул Расвјет је до свемирског центра Кенеди на Флориди транспортован теретним авионом Антонов Ан-124, који је на писту центра слетео 17. децембра 2009. године. По истоварању модул је превежен у постројење за финалну обраду и провере пред лансирање, а које је водила компанија Астротех. Инжењери и техничари компаније Енергија наставили су да спроводе испитивања електричних инсталација и заптивености модула, као и заптивености мале хипобаричне коморе која је монтирана на његову спољашњост. Затим су прешли на уградњу изолације на екстеријер модула. Након свих провера, модул је превежен у постројење агенције НАСА за последње припреме пред лансирање. По завршетку свих припрема, модул је смештен у посебан канистер 5. априла 2010. године којим је превежен до лансирне рампе 15. априла.
Техничари који су затим преузели модул и започели његову инсталацију у теретни простор орбитера Атлантис приметили су да се са њега љушти фарба, и мада то није представљало никакав проблем за успешну инсталацију на МСС, ипак је значило да постоји могућност да током лансирања од вибрација фарба спадне и онда би представљала контаминацију унутар теретног простора орбитера. Ове крхотине би затим завршиле у орбити око Земље када шатл уђе у орбиту и отвори врата теретног простора.

## Летелице које су пристајале са модулом
Од уградње на надир страну модула Зарја 18. маја 2010. године, са Расвјетом се спојило укупно 18 летелица Сојуз. Испод је листа која показује датум и време када се летелица спојила и када се одвојила од модула.
| Лого           | Летелица                      | Спајање                      | Одвајање                     |
|                | Сојуз TMA-19                  | 28. јун 2010. 20.38 УТЦ      | 26. новембар 2010. 01.23 УТЦ |
|                | Сојуз TMA-20                  | 17. децембар 2010. 20.12 УТЦ | 23. мај 2011. 21.35 УТЦ      |
|                | Сојуз TMA-02M                 | 9. јун 2011. 22.18 УТЦ       | 21. новембар 2011. 23.00 УТЦ |
|                | Сојуз TMA-03M                 | 23. децембар 2011. 15.19 УТЦ | 1. јул 2012. 04.47 УТЦ       |
|                | Сојуз TMA-05M                 | 17. јул 2012. 04.51 УТЦ      | 18. новембар 2012. 22.26 УТЦ |
|                | Сојуз TMA-07M                 | 21. децембар 2012. 14.09 УТЦ | 13. мај 2013. 23.08 УТЦ      |
|                | Сојуз TMA-09M                 | 29. мај 2013. 02.10 УТЦ      | 10. новембар 2013. 23.26 УТЦ |
|                | Сојуз TMA-11M                 | 7. новембар 2013. 10.27 УТЦ  | 13. мај 2014. 22.36 УТЦ      |
|                | Сојуз TMA-13M                 | 29. мај 2014. 01.44 УТЦ      | 10. новембар 2014. 00.31 УТЦ |
|                | Сојуз TMA-15M                 | 24. новембар 2014. 02.49 УТЦ | 11. јун 2015. 10.20 УТЦ      |
|                | Сојуз TMA-17M                 | 23. јул 2015. 02.45 УТЦ      | 11. децембар 2015. 09.49 УТЦ |
|                | Сојуз TMA-19M                 | 15. децембар 2015. 17.33 УТЦ | 18. јун 2016. 05.52 УТЦ      |
| align = center | align = center \| Сојуз МС-01 | 9. јул 2016. 04.06 УТЦ       | 29. октобар 2016. 23.35 УТЦ  |
| align = center | align = center \| Сојуз МС-03 | 19. новембар 2016. 21.58 УТЦ | 2. јун 2017. 10.47 УТЦ       |
| align=center   | align=center \| Сојуз МС-05   | 28. јул 2017. 21.54 УТЦ      | 14. децембар 2017. 05.14 УТЦ |
| align=center   | align=center \| Сојуз МС-07   | 19. децембар 2017. 08.39 УТЦ | 3. јун 2018. 09.16 УТЦ       |
| align=center   | align=center \| Сојуз МС-09   | 8. јун 2018. 13.01 УТЦ       | 20. децембар 2018. 01.42 УТЦ |
| align=center   | align=center \| Сојуз МС-12   | 15. март 2019. 01.01 УТЦ     | 03. октобар 2019. 07.37 УТЦ  |

## Галерија
- Расвјет пролази последње провере у СЦ Кенеди
- Космонаут Олег Скрипочка унутар модула Расвјет
- Експерименатална хиобарична комора на модулу Расвјет
- Расвјет на крају роботске руке Канадарм2
- Јелена Серова у унутрашњости Расвјета